# Ruta 28 (Uruguay)
La ruta 28 es una de las rutas nacionales de Uruguay, atraviesa el departamento de Rivera en el norte del país.

## Designación
El 6 de mayo de 1985, la carretera fue designada con el nombre del Coronel Andrés Latorre por ley 15742.

## Trazado
Su trazado se extiende completamente dentro del departamento de Rivera, atravesándolo en sentido sur-norte. Su extremo sur (km 0) se encuentra ubicado en su empalme con la ruta 44, límite con el departamento de Tacuarembó próximo al paso Monteiro, mientras que su extremo norte (km 80) se ubica en el empalme con la ruta 27 en la zona de Paso Ataques. Su extensión total es de 80 km. En su recorrido atraviesa las localidades de Minas de Corrales y Cerros de la Calera.